# 岩間弘 (評論家)
岩間 弘（いわま ひろし、1928年 - ）は宮城県角田市在住の著作家。自著の版元として岩間書店を経営している。

## 来歴
1928年(昭和3年)に日本統治時代の台湾・台中市に生まれる。1941年(昭和16年)に台南市南門小学校卒業、1942年(昭和17年)に台南一中より角田市立角田中学校（旧制）へ転校。1945年(昭和20年)4月、仙台工専（現東北大学）土木科内の満州国土木技術館養成所に満州港の依託学生として入学し、同年8月15日の終戦に伴い養成所が閉所、修了証を受ける。1949年(昭和24年)、米沢工専（現山形大学工学部）紡繊科を卒業。1963年(昭和38年)には靴下機によるナイロン手甲腕カバーやナイロン足袋の仕上型を発明し実用新案を取得。その後工場経営などを経て、1997年(平成9年)4月より3期9年に渡って角田市中島区行政区長を務めた。
2003年(平成15年)に「岩間書店」を立ち上げ、第二次世界大戦における日本の戦争は侵略戦争ではなかったとする『大東亜解放戦争』を出版、保守派の言論人である入江隆則明治大学教授から2006年(平成18年)3月5日の産経新聞の紙面で「草莽の歴史家」で賛辞を受けた。
またアパグループが主催した「真の近現代史観」懸賞論文の最優秀になった田母神俊雄航空幕僚長の「日本は侵略国家であったのか」のなかで、盧溝橋事件は中国共産党の陰謀だったとする根拠として岩間の著作が引用された。この論文を読んだ後の2009年(平成21年)に『国ありて我あり』を出版した。

## 岩間書店
岩間書店は、岩間の前述の著書（上下巻）の日本語版と英語版のあわせて4冊しか出版していないため、実質的には岩間の著作しかない。著書は後に創栄出版から完成版として出版されている。

## 著作
- 『近づく「平和憲法」終焉の日 : 本当の日本を求めて』創栄出版、1996年7月 ISBN 4795207755
- 『大東亜解放戦争 : 眞相は日本が勝ったのだ. 上巻(靖国の英霊に捧ぐ)』岩間書店、2006年12月
- 『大東亜解放戦争 : 眞相は日本が勝ったのだ. 下巻(日本国の隆昇へ)』岩間書店、2006年12月
- "The great East-Asia liberated war : the truth is that Japan won the Greater East-Asia War. v. 1 (to the extraordinary spirits of Yasukuni)", Iwama Shoten, 2006
- "The great East-Asia liberated war : the truth is that Japan won the Greater East-Asia War. v. 2 (to raize the spirits of Japan)", Iwama Shoten, 2006
- 『国ありて我あり: 神宮・神社での奇蹟体験記・田母神論文を読んで』創栄出版、2009年7月1日 ISBN 4434133462
- 『完成版 大東亜解放戦争: 眞相は日本が勝ったのだ. 上巻(靖国の英霊に捧ぐ)』創栄出版、2012年4月1日
- 『完成版 大東亜解放戦争: 眞相は日本が勝ったのだ. 下巻(日本国の隆昇へ)』創栄出版、2012年4月1日